# 树周遗址
树周遗址，是位于中华人民共和国安徽省合肥市肥东县牌坊回族满族乡魏武民族社区的一个商周时期古遗址。
2012年3月19日，肥东县人民政府将树周遗址公布为第五批肥东县文物保护单位。